# Tanytarsus albanyensis
Tanytarsus albanyensis är en tvåvingeart som beskrevs av William Forsyth 1971. Tanytarsus albanyensis ingår i släktet Tanytarsus och familjen fjädermyggor. Inga underarter finns listade i Catalogue of Life.